# Stuart P. Sherman
Stuart Pratt Sherman, född den 1 oktober 1881 i Anita, Iowa, död den 21 augusti 1927, var en amerikansk litteraturhistoriker.
Sherman blev filosofie doktor 1906, var 1911–1924 professor i engelska vid Illinois universitet och blev 1924 litterär redaktör av "New York Herald Tribune". Sherman, som var en stridbar och energisk förfäktare av de konservativt amerikanska litterära synpunkterna, författade Matthew Arnold (1917), On contemporary literature (samma år), Americans (1922) och The genius of America (1923) samt var verksam som utgivare (Emerson, Miller, Whitman med flera). Sheman var medredaktör av Cambridge history of american literature (1917).